# Rajd Festiwalowy
Rajd Festiwalowy – rajd samochodowy, odbywający się w Opolu i okolicach od roku 1970, będący w latach 1991 i 1993 jedną z rund Rajdowych Mistrzostw Polski.

## Historia[1]
Pierwszy Rajd Festiwalowy został rozegrany w roku 1970, gdy padł pomysł zintegrowania go z opolską imprezą Krajowym Festiwalem Piosenki Polskiej w Opolu, a udział w nim brał m.in. piosenkarz Andrzej Dąbrowski. W latach osiemdziesiątych XX wieku rajd zdobywał popularność, dzięki temu najpierw znalazł się w Rajdowym Pucharze Polski, a później dwukrotnie był zaliczany do Rajdowych samochodowych mistrzostw Polski – w roku 1991 oraz 1993. Od roku 2001 był eliminacją Pucharu PZM. Po roku 2010 rozgrywany jak rajd amatorski, a od roku 2019 jako eliminacja Rajdowych Samochodowych Mistrzostw Śląska. 

## Zwycięzcy[2]
| Rok  | Rajd                                                          | Kierowca                                     | Pilot                                        | Samochód                                     | Seria         |
| ---- | ------------------------------------------------------------- | -------------------------------------------- | -------------------------------------------- | -------------------------------------------- | ------------- |
| 1970 | 1. Samochodowy Rajd Polskiej Piosenki                         | Zbigniew Pękacki                             | Pękacka                                      | BMW 1600                                     |               |
| 1971 | 2. Opolski Rajd Festiwalu Polskiej Piosenki                   | Maciej Bogusławski                           | Stefan Bieliński                             | Polski Fiat 125p 1500                        |               |
| 1972 | 3. Samochodowy Rajd Festiwalu Polskiej Piosenki               | Stanisław Wojtecki                           | Juliusz Stecki                               | Volkswagen 1600 TL                           |               |
| 1973 | 4. Samochodowy Rajd Festiwalu Polskiej Piosenki               | Adam Masłowiec                               | Konrad Rutkowski                             | FSM Syrena 105                               |               |
| 1974 | 5. Samochodowy Rajd Festiwalowy                               | Stanisław Kostrzeba                          | Andrzej Błaszczyk                            | Polski Fiat 125p                             |               |
| 1975 | 6. Rajd Festiwalowy                                           | Adam Masłowiec                               | H. Wylężoł                                   | Polski Fiat 127p                             |               |
| 1976 | 7. Rajd Festiwalowy                                           | Piotr Morawski                               | Andrzej Szmerdt                              | Polski Fiat 125p                             |               |
| 1977 | 8. Rajd Festiwalowy                                           | Andrzej Białowąs                             | Halina Siemieniewicz                         | Polski Fiat 125p 1500                        |               |
| 1978 | 9. Rajd Festiwalowy                                           | Andrzej Białowąs                             | Halina Siemieniewicz                         | Polski Fiat 125p                             |               |
| 1979 | 10. Rajd Festiwalowy                                          | Henryk Jezieniecki                           | Witold Dąbrowski                             | Polski Fiat 125p                             |               |
| 1980 | 11. Rajd Festiwalowy                                          | Andrzej Nowak                                | Janusz Khul                                  | Polski Fiat 125p                             |               |
| 1981 | 12. Rajd Festiwalowy                                          | Andrzej Gogulski                             | Bolesław Dyląg                               | Polski Fiat 125p                             |               |
| 1982 | 13. Rajd Festiwalowy                                          | Andrzej Nowak                                | Joachim Słowik                               | Polski Fiat 125p                             |               |
| 1983 | 14. Ogólnopolski Rajd Festiwalu Polskiej Piosenki             | Andrzej Nowak                                | Włodzimierz Landau                           | Polski Fiat 125p                             |               |
| 1984 | 15. Ogólnopolski Samochodowy Rajd Festiwalu Polskiej Piosenki | Jerzy Panicz                                 | Marian Stolarczyk                            | FSO Polonez 2000                             |               |
| 1985 | 16. Ogólnopolski Samochodowy Rajd Festiwalu Polskiej Piosenki | Andrzej Białowąs                             | Halina Siemieniewicz                         | FSO 1600 A                                   |               |
| 1986 | 17. Ogólnopolski Samochodowy Rajd Festiwalu Polskiej Piosenki | Bogdan Herink                                | Marcin Syrziste                              | FSO 1600                                     |               |
| 1987 | 18. Rajd Festiwalowy                                          | Bogdan Krachulec                             | Marek Kusiak                                 | Lada VAZ 2105                                |               |
| 1988 | 19. Rajd Festiwalowy                                          | Mirosław Krachulec                           | Marek Kusiak                                 | Mazda 323 4WD                                |               |
| 1989 | 20. Rajd Festiwalowy                                          | Paweł Budzyń                                 | Marek Buszkiewicz                            | Suzuki Swift GTi                             |               |
| 1990 | 21. Rajd Festiwalowy                                          | Andrzej Białowąs                             | Janusz Sękowski                              | Mazda 323                                    |               |
| 1991 | 22. Rajd Festiwalowy                                          | Marian Bublewicz                             | Ryszard Żyszkowski                           | Ford Sierra RS Cosworth                      | RSMP          |
| 1992 | 23. Rajd Festiwalowy                                          | Marek Kusiak                                 | Michał Sawka                                 | Mazda 323 GTX                                |               |
| 1993 | 24. Rajd Festiwalu Polskiej Piosenki                          | Marek Gieruszczak                            | Marek Skrobot                                | Toyota Celica GT4                            | RSMP          |
|      |                                                               |                                              |                                              |                                              |               |
| 1995 | 26. Rajd Festiwalowy                                          | Paweł Śliwa                                  | Maciej Trawiński                             | Polski Fiat 126p                             |               |
| 1996 | 27. Rajd Festiwalowy                                          | Mirosław Klimczyk                            | Mariusz Klatkowski                           | Toyota Corolla                               |               |
| 1997 | 28. Rajd Festiwalowy                                          | Robert Szelc                                 | Krzysztof Krzywda                            | Mazda 323                                    |               |
| 1998 | 29. Rajd Festiwalowy                                          | Krzysztof Koczur                             | Andrzej Witek                                | Peugeot 106 Rallye                           |               |
| 1999 | 30. Rajd Festiwalowy                                          | Paweł Dytko                                  | Tomasz Dytko                                 | Mitsubishi Lancer Evo IV                     |               |
| 2000 | 31. Rajd Festiwalowy                                          | Tomasz Marciniak                             | Tomasz Rulak                                 | Audi 80 GT                                   |               |
| 2001 | 32. Rajd Festiwalowy                                          | Leszek Korzanowski                           | Maciej Gleixner                              | Mitsubishi Lancer Evo V                      |               |
| 2002 | 33. Rajd Festiwalowy                                          | Paweł Dytko                                  | Tomasz Dytko                                 | Mitsubishi Lancer Evo VI                     |               |
| 2003 | 34. Rajd Festiwalowy                                          | Paweł Dytko                                  | Tomasz Dytko                                 | Mitsubishi Lancer Evo VII                    |               |
| 2004 | 35. Rajd Festiwalowy                                          | rajd odwołany                                | rajd odwołany                                | rajd odwołany                                | rajd odwołany |
| 2005 | 36. Rajd Festiwalowy                                          | Tomasz Kuchar                                | Jakub Gerber                                 | Subaru Impreza STi N8                        |               |
| 2006 | 37. Rajd Festiwalowy                                          | Paweł Dytko                                  | Tomasz Dytko                                 | Mitsubishi Lancer Evo VIII                   |               |
| 2007 | 38. Rajd Festiwalowy                                          | Paweł Dytko                                  | Maciej Gleixner                              | Mitsubishi Lancer Evo IX                     |               |
| 2008 | 39. Rajd Festiwalowy                                          | Grzegorz Pendyk                              | Marcin Bandura                               | Peugeot 106 Rallye                           |               |
| 2009 | 40. Rajd Festiwalowy                                          | Sebastian Januchowski                        | Maciej Gleixner                              | Mitsubishi Lancer Evo X                      |               |
| 2010 | 41. Rajd Festiwalowy                                          | Robert Halicki                               | Tomasz Ratajczak                             | Fiat Seicento Kit Car                        |               |
| 2011 | 42. Rajd Festiwalowy                                          | Gracjan Grela                                | Marta Momot                                  | Peugeot 106                                  |               |
| 2012 | 43. Rajd Festiwalowy                                          | Gracjan Grela                                | Marta Momot                                  | Peugeot 106                                  |               |
| 2013 | 44. Rajd Festiwalowy                                          | Tomasz Gucwa                                 | Tomasz Cichoń                                | Mitsubishi Lancer                            |               |
| 2014 | 45. Rajd Festiwalowy                                          | Adam Wojtanka                                | Marek Wojtanka                               | Subaru Impreza STi                           |               |
| 2015 | 46. Rajd Festiwalowy                                          | Jarosław Hebzda                              | Piotr Dytko                                  | Mitsubishi Lancer Evo VI                     |               |
| 2016 | 47. Rajd Festiwalowy Higma Service                            | Oktawian Ostrowicz                           | Marcin Nanys                                 | Subaru Legacy 4WD Turbo                      |               |
| 2017 | 48. Rajd Festiwalowy                                          | Zbigniew Gabryś                              | Michał Wiśniewski                            | Ford Fiesta R5                               |               |
| 2018 | 49. Rajd Festiwalowy                                          | Tomasz Gucwa                                 | Marcin Małek                                 | Subaru Impreza STi N12                       |               |
| 2019 | 50. Rajd Festiwalowy                                          | Wojciech Chuchała                            | Michał Wiśniewski                            | Ford Fiesta Proto                            | RSMŚl         |
| 2020 | 51. Rajd Festiwalowy                                          | rajd odwołany z powodu pandemii koronawirusa | rajd odwołany z powodu pandemii koronawirusa | rajd odwołany z powodu pandemii koronawirusa | RSMŚl         |